# 凤凰乡 (南充市)
凤凰乡，是中华人民共和国四川省南充市高坪区曾经下辖的一个乡。2019年10月，撤销凤凰乡和螺溪镇，设立螺溪街道，以原凤凰乡和原螺溪镇所属行政区域为螺溪街道的行政区域。

## 行政区划
凤凰乡撤销前下辖以下地区：
屈家店村、高桥村、双石桥村、土桥子村、凉亭桥村、马桑沟村、断石桥村、桂花沟村和吴家山村。